# Para verte mejor
Para verte mejor es una telenovela venezolana creada por Mónica Montañés, producida y transmitida por la cadena de televisión Venevisión en 2017 y distribuida por Cisneros Media.
Protagonizada por Michelle De Andrade y José Ramón Barreto; y con las participaciones antagónicas de Luis Gerónimo Abreu, Adrián Delgado y Mandi Meza.
La telenovela inició sus grabaciones en noviembre de 2016 y las mismas finalizaron el 14 de julio de 2017. Fue estrenada el 25 de julio de 2017 en el horario estelar de las 9:00 p. m. y su último capítulo fue emitido el 5 de diciembre de 2017. Esta fue hasta 2023, la última producción dramática de Venevisión, a raíz de la crisis económica en Venezuela.

## Sinopsis
La historia inicia el día en que los personajes se mudan todos al mismo edificio, pero ninguno se imagina el peligro que corren por haberse mudado a ese lugar. Todos son muy distintos pero los une un personaje: Onofre Villahermosa (Luis Gerónimo Abreu), quien se muestra como un tipo encantador, un santo, el mejor vecino y en realidad es un criminal, estafador y asesino. Pone cámaras en todos los apartamentos para manipular a sus vecinos como títeres.
Entre sus maletas, traen sus ilusiones, sus miedos y sus secretos. Unos sienten que están llegando al paraíso, otros al infierno. Pero ninguno se imagina el peligro que corre por haberse mudado allí. Todos son muy distintos y se van a enamorar de maneras muy distintas, porque no es lo mismo enamorarse a los veinte años, que a los treinta, cuarenta, cincuenta o sesenta. No es igual enamorarse por primera vez, que luego de un divorcio, o cuando ya tienes hijos grandes o hasta nietos. Lo que tienen en común es que quererse les va a resultar muy difícil, incluso imposible.

## Elenco
- Michelle De Andrade - Ana de los Ángeles Barranco Mora
- José Ramón Barreto - Guillermo Luis Toro Leal
- Luis Gerónimo Abreu - Onofre Villahermosa / Pedro Pérez, el Fantasma
- María Antonieta Duque - Lázara Martínez
- Rafael Romero - Venancio Ruiz
- Sonia Villamizar - Nancy Margarita Sosa de Ibáñez
- Simón Pestana - Carlos Enrique Ibáñez
- Patricia Schwarzgruber - Marilda Cienfuegos
- José Manuel Suárez - Luis "Luisito" Martínez
- Adrián Delgado - Cristóbal Andrés Blanco Leal
- Aroldo Betancourt - Pablo Barranco
- Laureano Olivares - Rafael "Rafucho" Tadeo
- José Luis Zuleta - Beltrán Parra Bueno
- Dora Mazzone - María José Mora
- Eulalia Siso - Carlota Miguelina Martínez
- Juan Carlos Gardié - Jairo Jesús Bracho
- Félix Loreto - Conrado Sosa Bermúdez
- Liliana Meléndez - Pura Hueso de Bracho
- Adriana Romero - Clara "Clarita" Cienfuegos de Parra
- Edmary Fuentes - Mikaela Martínez
- Michael Reyes - Carlos "Carlitos" Esteban Ibáñez Sosa
- Melissa Álvarez - Mireya Carvallo de Sosa
- Mandi Meza - Yenny Coromoto Roca Bermúdez
- Karlis Romero - Pura Concepción "Purita" Bracho Hueso
- Ángel Casallas - Pedro "Pedrote" Infante Martínez
- Alejandra Machado - Patricia "Pato" Margarita Ibáñez Sosa
- Jonathan Manrique - Jonathan Ruíz Martínez
- Sabrina Gómez - Cristina "Cristinita" Blanco Cienfuegos
- Alessandro Bastidas - Mario Blanco Cienfuegos
- Sophia Claro - Eloísa Toro Roca.

## Actuaciones especiales
- Javier Vidal - Onofre Villahermosa
- Elio Pietrini - Abuelo de Guillermo
- Daniela Alvarado - Daniela
- Augusto Nitti - Diego
- Carmen Julia Álvarez - Alicia Leal de Blanco
- Alejandro Mata - Fernando Blanco
- Josué Villaé - Claudio Bayardo Núñez
- Jordán Mendoza - Jesús Suárez / Zúñiga
- Mario Sudano - Jonás Martínez
- Yugüi López - Perro de agua
- Marycarmen Sobrino - Olga Villahermosa.

## Producción
- El 13 de mayo de 2016 fueron confirmados como los protagonistas de la telenovela a Sheryl Rubio y  José Ramón Barreto.[7] Sin embargo, en julio de ese año y durante la filmación de la misma, Rubio confirmó su salida de la producción debido al clima de inseguridad que está viviendo actualmente Venezuela.[8]

- Luego de este incidente Mónica Montañés tuvo que reescribir el personaje que había realizado para Sheryl Rubio, ya que había estado trabajando con ella durante meses para conformar su personaje[9] por lo que, el 12 de agosto, Venevisión informó que Michelle de Andrade sería la sustituta de Sheryl Rubio para el protagónico de la telenovela, además de anunciar a los productores y directores de la misma.[10][11] Andrade se encontraba en Brasil cuando fue llamada por su mánager para participar en el casting de la producción.[12]

- Debido a los altos costos de producción, la telenovela tuvo que reducir la cantidad de temporadas y capítulos.[4] En efecto, por esta misma causa Venevisión no ha producido ni transmitido más telenovelas hasta el 2023, dedicándose sólo a transmitir telenovelas extranjeras y retransmitir producciones antiguas.

- La periodista y escritora María Isolliet Iglesias colaboró en la realización de dicha producción, conocida por su labor en la fuente de sucesos del diario El Universal.[13]

## Banda sonora
| N.º | Título                                                  | Escritor(es)   | Notas                                       |
| --- | ------------------------------------------------------- | -------------- | ------------------------------------------- |
| 1   | «Para verte mejor» (interpretado por Allián)            | Allián         | Tema de apertura y salida de la telenovela. |
| 2   | «Mi perfecto infinito (interpretado por Rey Bastidas)   | Rey Bastidas   | Tema de Ana y Guillermo.                    |
| 3   | «Volverás» (interpretado por Fran Stripolli)            | Fran Stripolli | Tema de Lázara y Carlos Enrique.            |
| 4   | «Dos almas un corazón» (interpretado por César Augusto) | César Augusto  | Tema de Marilda y Luís.                     |